# 屏風馬
屏風馬（へいふうば、ピンフェンマー）は、シャンチーの四大布局の1つ。馬二進三と馬八進七と、馬を2つとも中央に進める。
名称は、2枚の炮と馬の形が屏風のように見えることに由来する。

## 内容
清朝以前に、ほとんどのシャンチー指しは当頭炮（中炮）を使っていた。屏風馬が考案されたのは清朝の康熙時代のことであった。
近代になり、謝侠遜と胡栄華の研究により、屏風馬は四大布局の中で最も一般的に使われるようになった。
屏風馬は穏やか布局であり、士と象を中宮を守備するために使用し、両方の馬は中央の兵を守る。
ほとんどの紅方（先手）は俥を進四または進六と進めることができ、河を渡らせるものが多い。この時、一般に平炮兌車（炮8平9）、左馬盤河（馬7進6）、屏風馬横車（車1進1）と応じる。屏風馬局は変化が大きく、より多くのプレイヤーが採用するようになってきている。

## 定跡
屏風馬には大きく3種類の類型が存在する。

### 現代式屏風馬

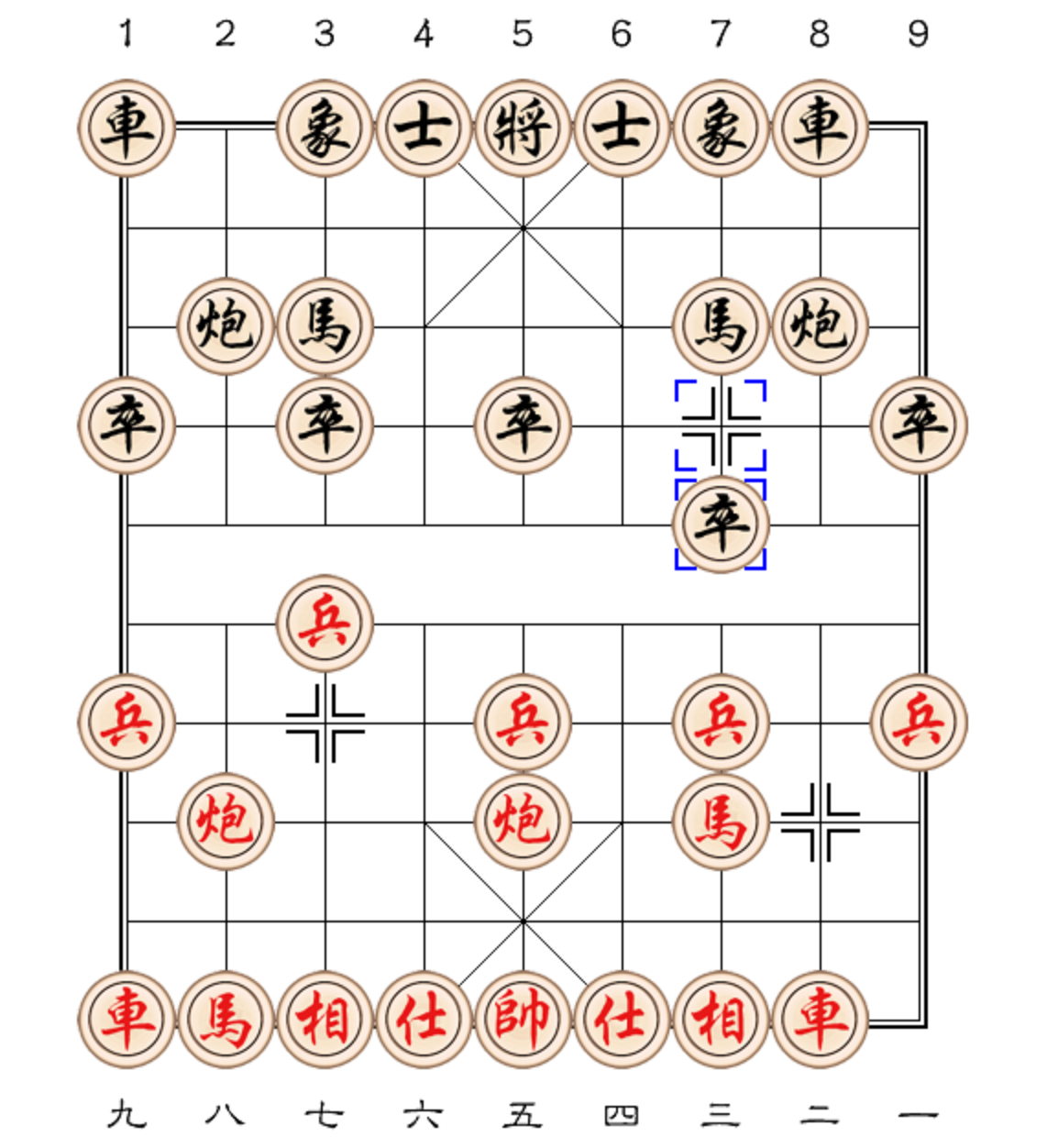
中炮対現代式屏風馬

現代式の屏風馬は、守備が強力なだけでなく、攻撃力もまた非常に強固であるため、現在の上位棋士に好まれている。古典式と現代式を比較すると、現代式は多くの専門化によって古典式よりも反撃力が高いと検証されている。現代式の屏風馬には一般的な2つの変化がある。

#### 平炮兌車
平炮兌車（へいほうだしゃ）は守備の屏風馬の最も標準的な動きである。炮を横に移動し、車を相手の車にぶつけることで、車交換を挑む。

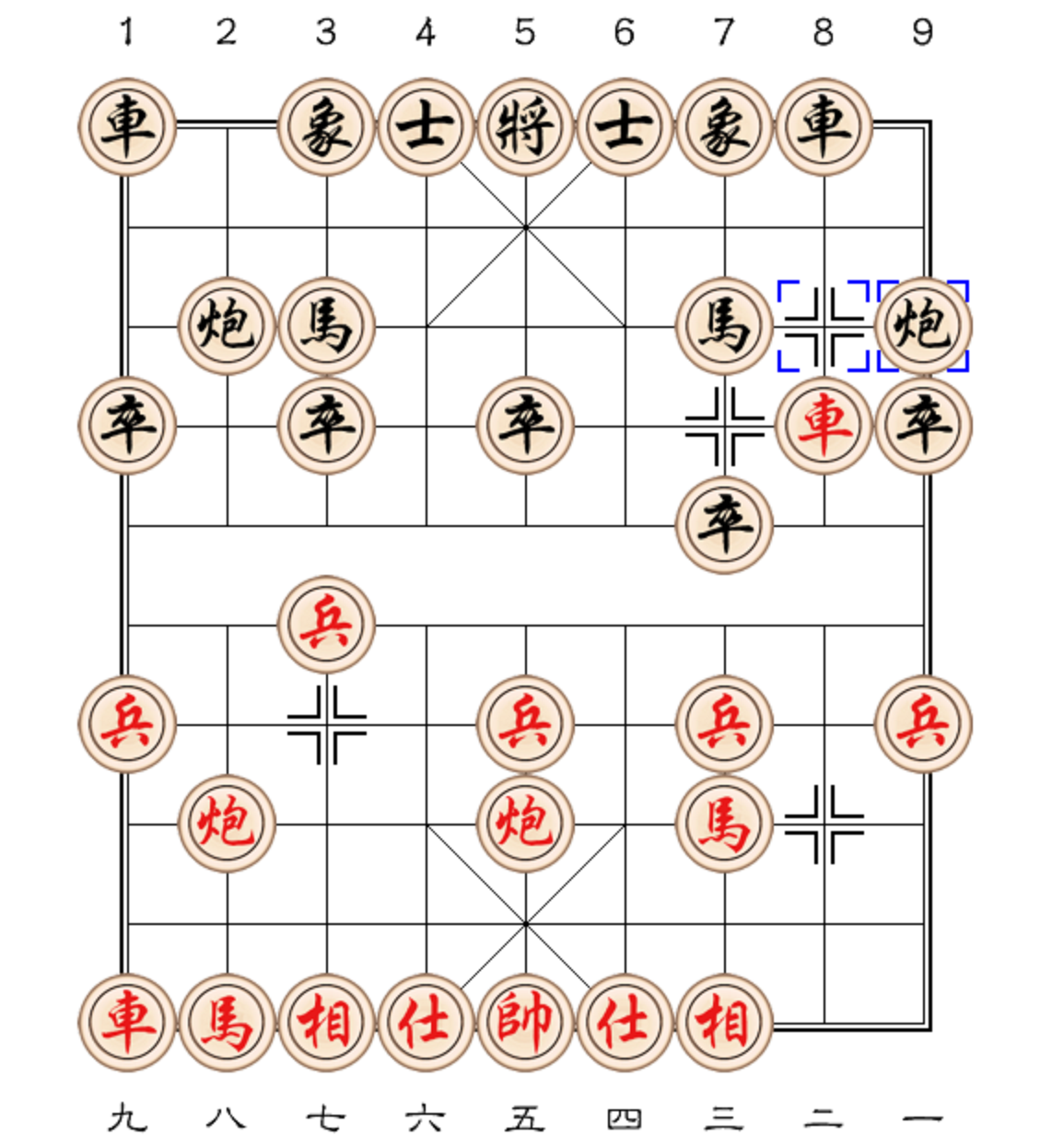
中炮過河車対屏風馬兵炮兌車

#### 左馬盤河

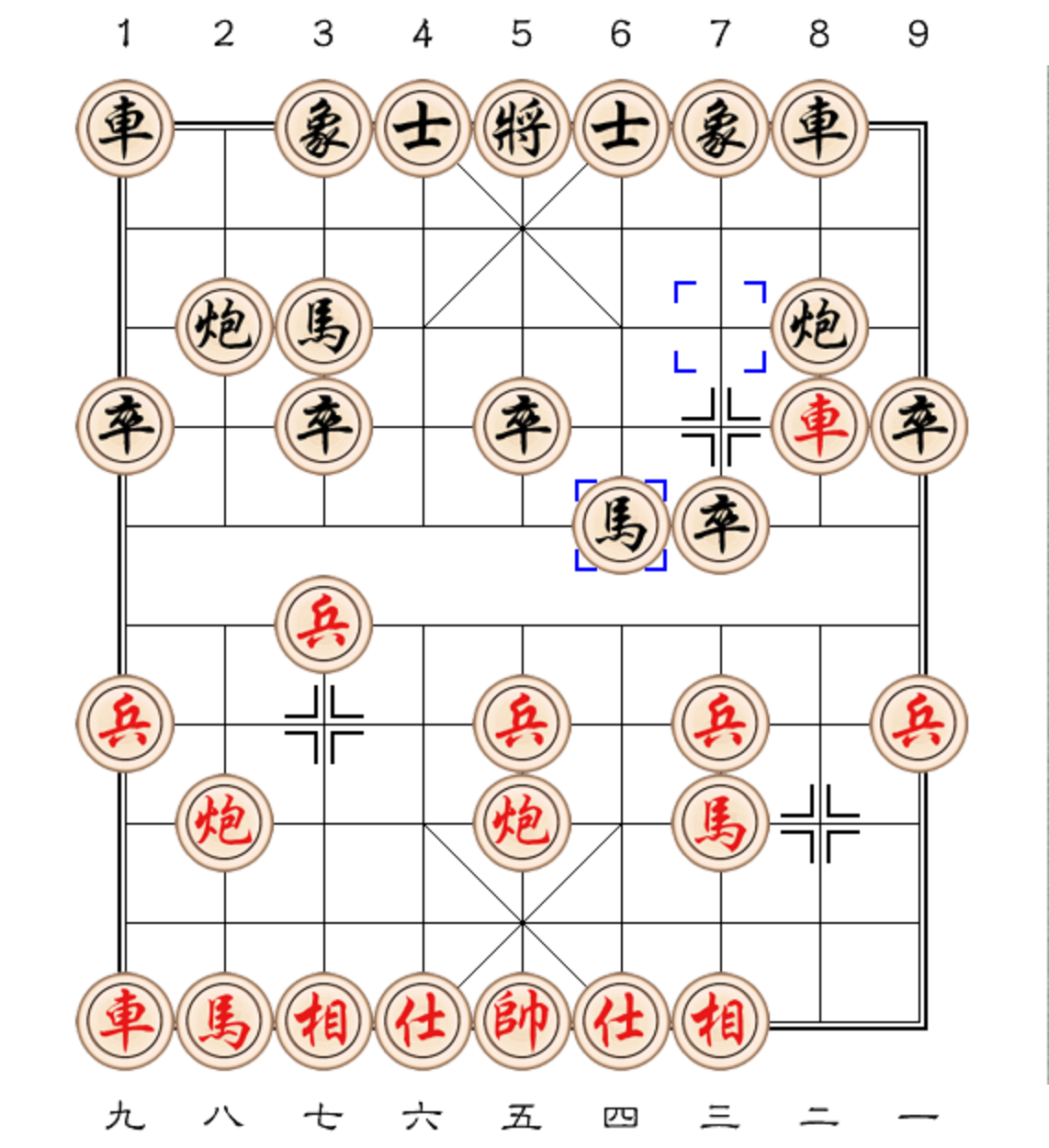
中炮過河車対屏風馬左馬盤河

左馬盤河（さまばんか）は、左馬を跳ねて河へ進出させる。

#### 左象

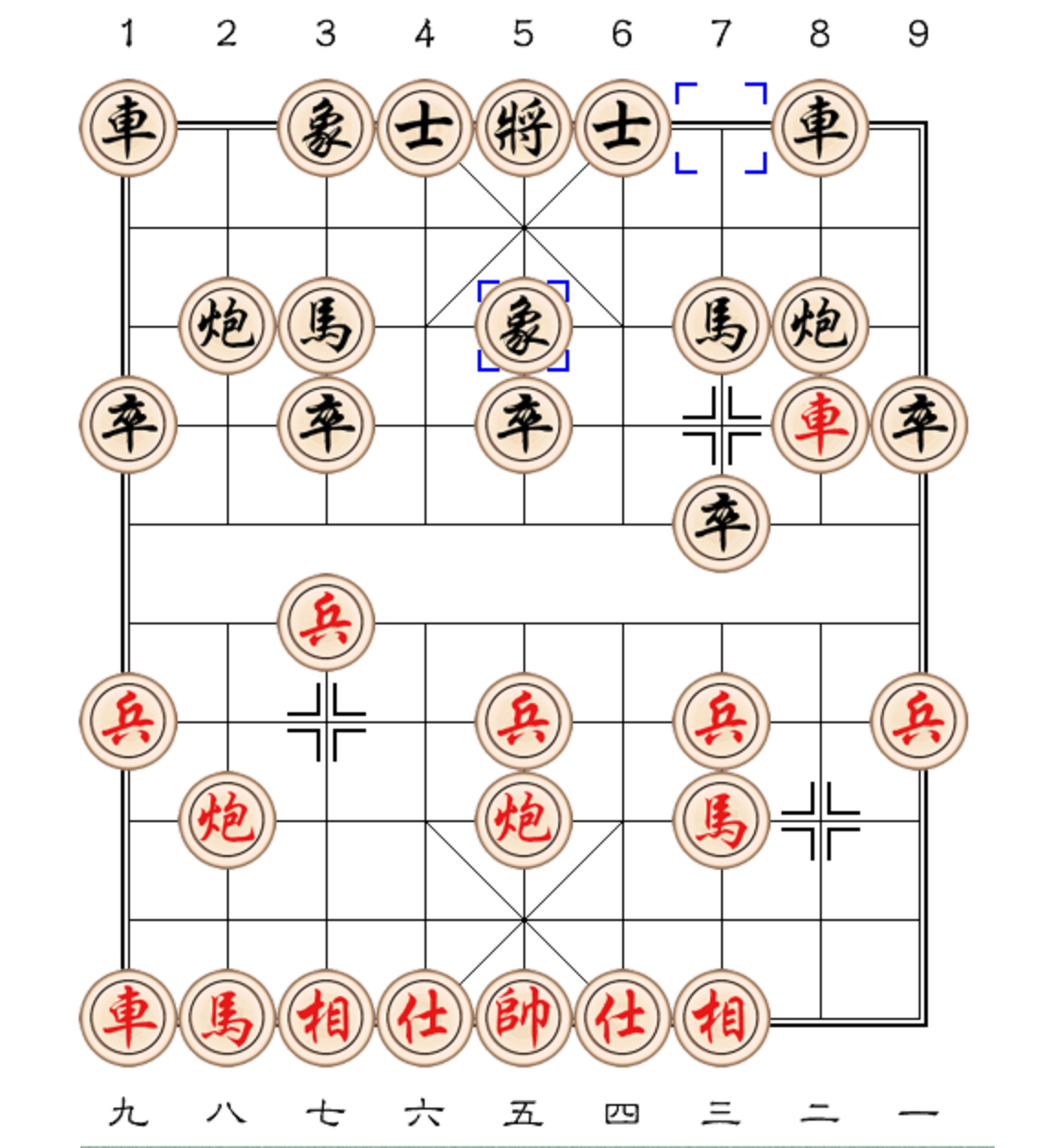
中炮過河車対屏風馬左象

#### 右象

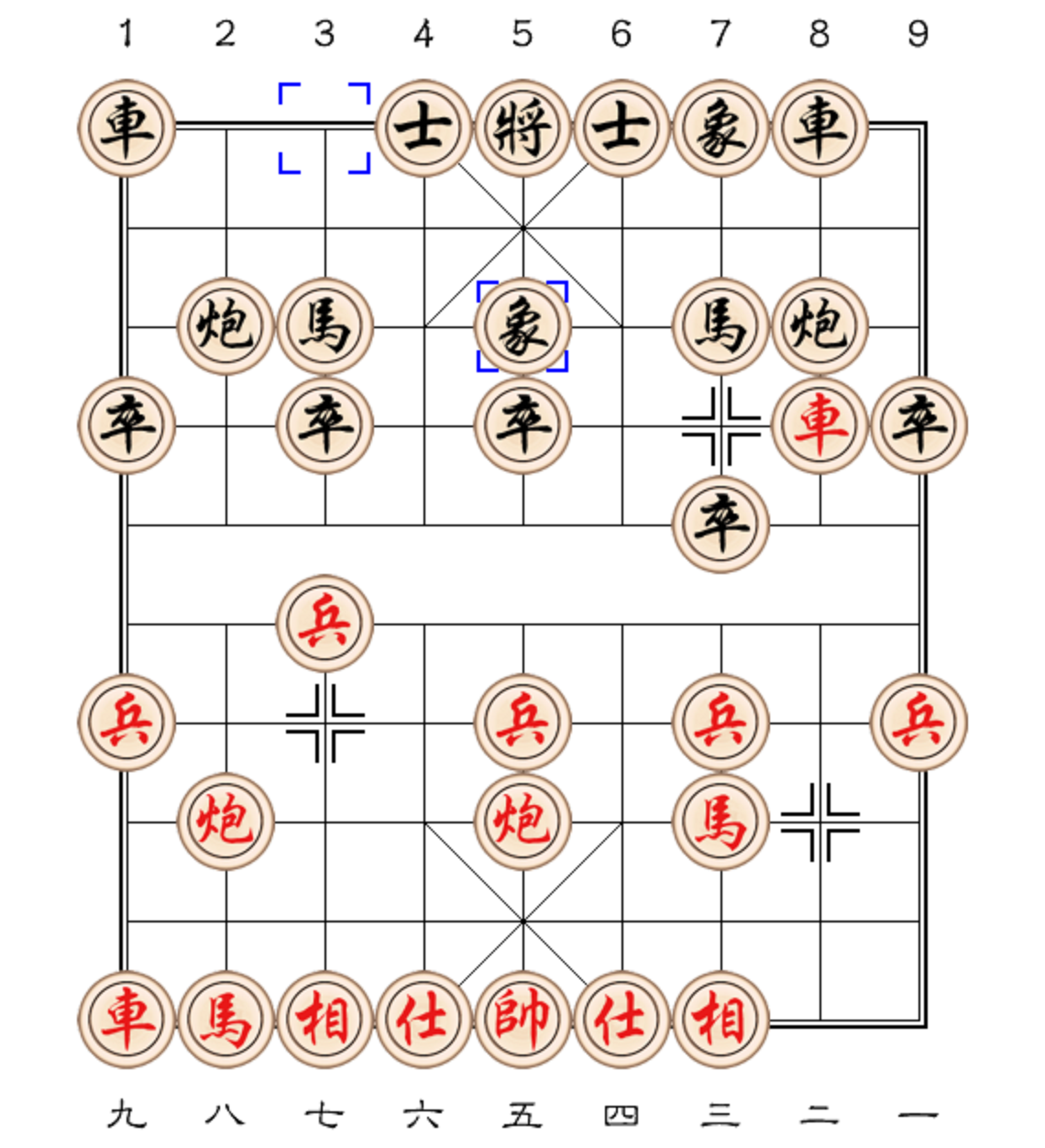
中炮過河車対屏風馬右象

右象を象3進5と動かす。

### 古典式屏風馬

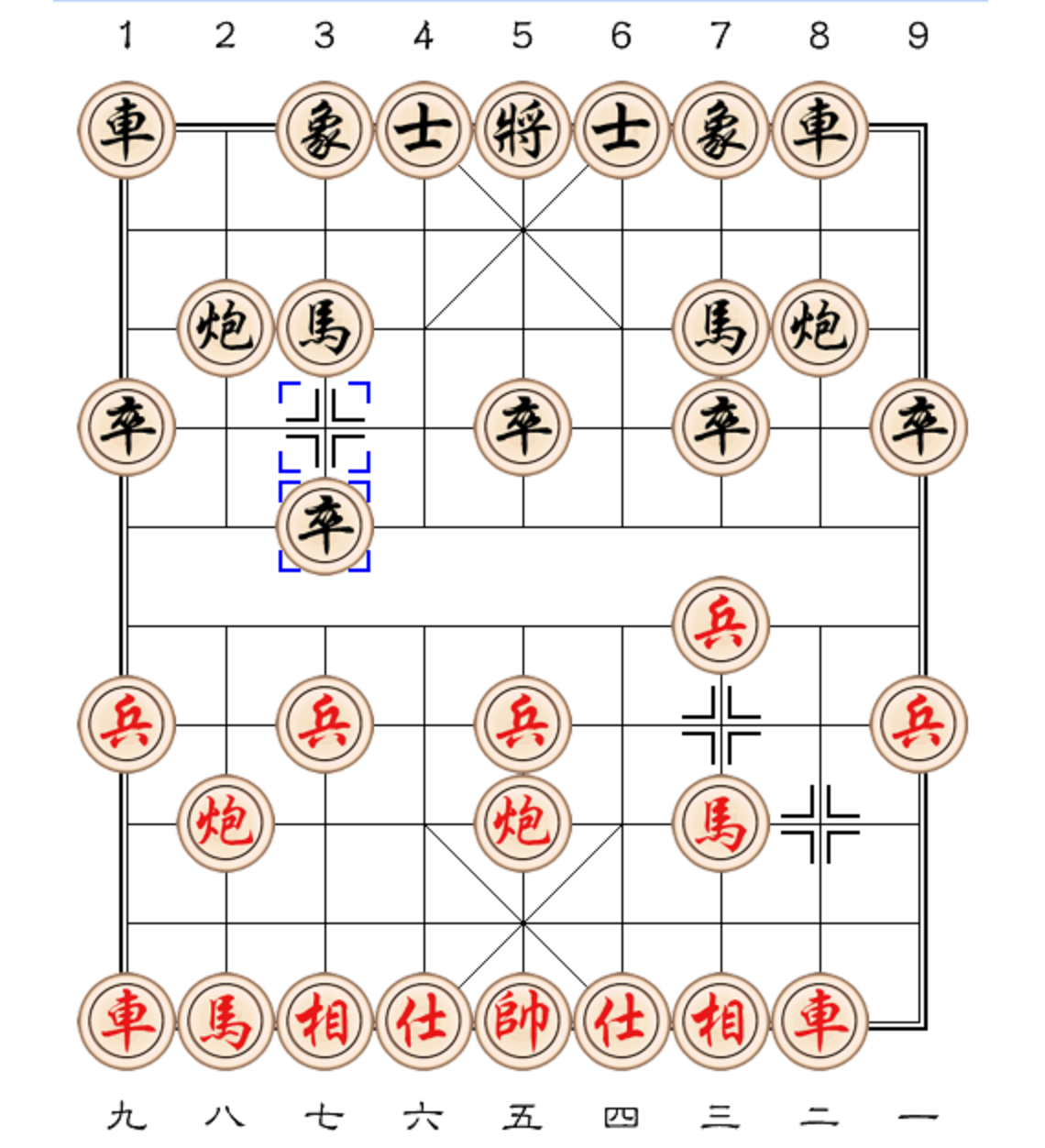
中炮対古典式屏風馬

現代式と比較すると古典式はより安定しており、両者が正確に指した場合、引き分けに持ち込むことが容易である。